# Хайнрих III фон Вирнебург
Хайнрих II фон Вирнебург (на немски: Heinrich III von Virneburg; * ок. 1295; † 21 декември 1353) е архиепископ и курфюрст на Майнц от 1328/1337 до 1346/1353 г.

## Биография
Той е син на граф Рупрехт II фон Вирнебург († пр. 1308) и съпругата му Кунигунда фон Нойенар. Брат е на графиня Елизабета фон Вирнебург 1303 – 1343), която се омъжва през 1314 г. за Хайнрих фон Хабсбург, херцог на Австрия. Племенник е на Хайнрих II фон Вирнебург, архиепископ на Кьолн (1304 – 1332), чието влияние над папа Йоан XXII му помага решително да бъде избран за архиепископ на Майнц.
Хайнрих е привърженик на император Лудвиг Баварски. Това води до проблеми с папа Бенедикт XII. През 1346 г., заради поддържането му на император Лудвиг IV, е свален от папа Климент VI. На 7 април 1346 г. Климент VI назначава Герлах фон Насау за новия Майнцски архиепископ. Ландграф Хайнрих II фон Хесен е на страната на Герлах фон Насау и води боеве с Хайнрих през 1328 г. и през 1347 г. побеждава войската му в битката между Вецлар и Гуденсберг в Северен Хесен.
Хайнрих умира през 1353 г. Погребан е в катедралата на Майнц.